# A Violent Prosecutor
A Violent Prosecutor (Originaltitel: Geomsaoejeon) ist ein Film des südkoreanischen Regisseurs Lee Il-hyung aus dem Jahr 2016.

## Handlung
Bei Demonstrationen gegen die Bebauungen eines Vogelschutzgebietes kommt es zu Ausschreitungen. Die Meinungen in der Bevölkerung schwingt daraufhin zugunsten des Unternehmens um. Der Staatsanwalt Byun Jae-wook ist überzeugt, dass das Unternehmen Gangster anheuerte, die sich als Demonstranten kleideten und schließlich die Polizisten attackierten, um ein schlechtes Licht auf die Demonstranten zu werfen. Dabei greift Jae-wook zu rabiaten Methoden. Es gibt Beschwerden bei seinem Vorgesetzten Jong-gil, der ihm daraufhin den Fall entzieht. Doch Jae-wook macht weiter und verhört einen Zeugen, der über Nacht in Untersuchungshaft stirbt. Jae-wook wird des Mordes beschuldigt und zu 15 Jahren Haft verurteilt.
Im Gefängnis hat Jae-wook zunächst eine harte Zeit, da einige der Insassen bei seinen Fällen verurteilt wurden. Doch mit der Zeit kann Jae-wook durch sein Wissen als erfolgreicher Staatsanwalt sich Freunde unter den Polizisten und den Insassen machen und sein Netz durch Gefälligkeiten ausweiten. Er möchte den Fall nochmal aufrollen und auf unschuldig plädieren. Der Verhörte sei an Atemnot aufgrund von Asthma gestorben. Doch Jae-wook ist sich sicher, dass er das Asthmaspray im Verhörraum gehabt habe. Doch die erneute Bearbeitung wird abgelehnt.
Im Gefängnis trifft der neue Insasse Chi-won ein. Dieser sagt bei einem Fernsehbericht über Zugvögel in der Kantine den gleichen Text auf, den der Verhörte damals auch Jae-wook erzählt hat. Jae-wook ist neugierig und will wissen, woher er diesen Text habe. Doch Chi-won wiegelt ab, sagt er Interesse sich nun mal für Vögel. Jae-wook bietet sich an, bei Chi-wons Fall zu helfen und kann seinem Anwalt einen kostbaren Tipp geben, worauf Chi-won bei der nächsten Gerichtsverhandlung freigesprochen wird. Er hilft Jae-wook darauf, Beweise zu sammeln, dass Woo Jong-gil hinter allem stecke.

## Rezeption
A Violent Prosecutor kam am 3. Februar 2016 in die südkoreanischen Kinos und erreichte über 9,7 Millionen Zuschauer. Für Clarence Tsui vom Hollywood Reporter ist der Film ein energiegeladenes Actionspektakel, mit einigen Logikfehlern des Jungregisseurs Lee Il-hyung, was aber durch die Chemie zwischen den beiden Protagonisten Hwang und Gang und durch den Schnitt von Kim Sang-bum und Kim Jae-beom wieder wett gemacht werde.